# Auguste Cornat
Auguste Cornat ou Augustin Cornat, né le 28 février 1824 à Sailly-sur-la-Lys (Pas-de-Calais) et mort le 17 septembre 1891 à Quimper (Finistère), est un général de division français, grand-croix de la Légion d'honneur.
Officier de cavalerie, il se distingue entre 1852 et 1864 lors des campagnes d'Algérie, de Crimée, d'Italie et du Mexique. Colonel, il participe à la guerre de 1870 et à la répression de la Commune de Paris. Promu général, il termine sa carrière au commandement de corps d'armée.

## Biographie

### Famille
Il est le fils de César Auguste Joseph Cornat, officier de santé, et Victoire Fortunée Courcol.

### Carrière militaire
Il sort de l'École polytechnique en 1843 puis entre à l'École de cavalerie de Saumur. Il en sort en 1845 et entre au 1er régiment de carabiniers comme sous-lieutenant.
Promu lieutenant en 1849, capitaine-instructeur au 2e régiment de chasseurs d'Afrique en 1852, il fait les campagnes d'Algérie, de Crimée et d'Italie ; il est nommé chevalier de la Légion d'honneur le 7 août 1859, après la bataille de Solférino, et promu le 30 novembre de la même année chef d'escadron au 12e régiment de chasseurs à cheval. 
Après être resté en Algérie de 1860 à 1861, il prend part à l'expédition du Mexique en 1863 et 1864. Pendant cette campagne, il est cité trois fois à l'ordre de l'armée pour s'être particulièrement distingué dans les combats : une première  fois le 20 février 1864 « pour avoir dirigé ses escadrons avec un entrain parfait au combat de Zamora le 22 décembre 1863 » ; une seconde fois le 20 février 1864 « pour s'être distingué au combat de Téocaltiche le 29 janvier 1864 » ; puis une troisième fois le 18 avril 1864 « pour avoir parfaitement secondé le colonel Margueritte dans la conduite de la cavalerie au combat de Cuizella le 21 mars 1864 ».
Lieutenant-colonel au 1er régiment de cuirassiers en 1864, il passe avec son grade aux carabiniers de la Garde impériale en 1866, puis est promu colonel du 4e régiment de dragons le 29 janvier 1868.
Avec ce régiment, il combat lors de la guerre de 1870 et se distingue notamment à la bataille de Rezonville, le 16 août 1870, où il attaque les cuirassiers de la garde royale prussienne et les oblige à battre en retraite vers Mars-la-Tour. Le 31 août 1870 il enlève avec son régiment le village de Coincy. Prisonnier de guerre le 29 octobre par suite de la capitulation de Metz, le colonel Cornat, à son retour de captivité en mars 1871, fait partie de l'armée de Versailles avec son régiment et participe à la répression de la Commune de Paris. Il prend les Hautes-Bruyères, le village et le fort d'Ivry.
Il est promu officier de la Légion d'honneur le 31 mai 1871 (pour prendre rang au 5 septembre 1870), devient général de brigade le 24 juin 1871, et est nommé à la subdivision du Nord, qu'il quitte en 1874. Il a été promu commandeur de la Légion d'honneur le 16 août 1872. 
Il commande ensuite la brigade de cavalerie à Toul, la 2e brigade de chasseurs à Lunéville en 1875, et est promu général de division le 30 décembre de cette même année. 
Il commande ensuite le 4e corps d'armée de 1879 à 1881, le 3e corps d'armée de 1882 à 1884 puis le 18e corps d'armée de 1885 à 1888. 
Le général Cornat a été promu grand officier de la Légion d'honneur le 8 juillet 1881 puis grand-croix le 29 décembre 1888.
Il meurt à Quimper le 17 septembre 1891.

## Décorations
- Grand-croix de la Légion d'honneur (29 décembre 1888)
  - Grand officier 8 juillet 1881
  - Commandeur le 16 août 1872
  - Officier le 31 mai 1871 (pour prendre rang au 5 septembre 1870)
  - Chevalier le 7 août 1859

### Sources contemporaines
- « Le général Cornat » dans Pierre Larousse, Grand dictionnaire universel du XIXe siècle, t. 17, Administration du grand Dictionnaire universel, Paris, 1888, p. 919. Lire en ligne.
- « Le général Cornat » dans  Henri Roger de Beauvoir, Nos généraux 1871-1884, Berger-Levrault, 1885, pp. 133-138. Lire en ligne.

### Sources modernes
- Michel Wattel et Béatrice Wattel (préf. André Damien), « Cornat, Augustin Victor Cassiodor », dans Les Grand’Croix de la Légion d’honneur : De 1805 à nos jours, titulaires français et étrangers, Paris, Archives et Culture, 2009, 701 p. (ISBN 978-2-35077-135-9).